# Ben-Cijjon Rubin
Ben-Cijjon Rubin (hebr.: בן-ציון רובין, ang.: Ben-Zion Rubin, ur. 6 stycznia 1939 w Trypolisie) – izraelski polityk, w latach 1981–1984 wiceminister pracy i spraw społecznych, w latach 1977–1984 poseł do Knesetu z list Narodowej Partii Religijnej (Mafdal) oraz Tami.
W wyborach parlamentarnych w 1977 po raz pierwszy dostał się do izraelskiego parlamentu. Zasiadał w Knesetach IX i X kadencji.